# Ampulicidae
Famille
Les Ampulicidae sont une famille d'insectes hyménoptères de la super-famille des Apoidea.

## Nom vernaculaire
Cette famille est surnommée Cockroach wasps en anglais, soit guêpes à cafards, ces derniers représentant l'essentiel de leur alimentation.

## Description
Certains caractères morphologiques typiques de cette famille sont : mandibules proéminentes et très allongées, une très fine liaison entre la tête et le thorax et un gastre très pétiolé. Bien qu'elles soient d'aspect général très semblables aux fourmis, plusieurs d'entre elles présentent une chitine à l'aspect métallique qui les fait ressembler aux Chrysididae.

## Biologie
La plupart des espèces peuvent piquer leur proie plusieurs fois et ce d'une manière très particulière : la première fois cible les ganglions nerveux quand la seconde vise une zone précise du cerveau de la blatte, lui coupant son réflexe de fuite. À la suite de la première piqûre, la blatte est paralysée de deux à cinq minutes, laissant à son prédateur le soin de réaliser la seconde frappe à la précision chirurgicale. Avant de ramener le butin dans son nid, la guêpe coupe les antennes de sa proie afin de se nourrir de son hémolymphe.

## Taxonomie

### Famille Ampulicidae Shuckard, 1840
Ampulicidae Shuckard, 1840 : 178, 180. (nec Dahlbom, 1842)

Espèce type Ampulex Jurine (Racine : Ampulic-).

(Le signe † signale les fossiles)

#### Sous-famille:AmpulicinaeShuckard, 1840: 178, 180.
Espèce type Ampulex Jurine (Racine : Ampulic-)
- Tribu : Ampulicini Shuckard, 1840 : 178, 180. Espèce-type Ampulex Jurine (Racine : Ampulic-).
  - Genres :
  - - Ampulex Jurine, 1807 ;
  - - Trirogma Westwood, 1841
- Tribu : †Cretampulicini Antropov, 2000. Espèce-type Cretampulex Antropov, 2000 (Racine : Cretampulic-).
  - Genre :
  - - †Cretampulex Antropov, 2000.
- Tribu : †Mendampulicini Antropov, 2000. Espèce-type Mendampulex Antropov, 2000 (Racine : Mendampulic-)
  - Genre :
  - - †Medampulex Antropov, 2000.

#### Sous-famille:DolichurinaeDahlbom, 1842: 3.
Originellement écrit Dolichuridae. Menke (1997 : 250), incorrectement attribué à Lepeletier de Saint Fargeau, 1845.

Espèce type Dolichurus Latreille, 1809 (Racine : Dolichur-).
- Tribu : Aphelotomini Ohl and Spahn, 2009. Espèce-type Aphelotoma Westwood, 1841 (Racine : Aphelotom-).
  - Genres :
  - - Aphelotoma Westwood, 1841 ;
  - - Riekefella Özdikmen, 2005 (= Austrotoma Riek, 1955).
- Tribu : †Apodolichurini Antropov, 2000. Espèce-type Apodolichurus Antropov, 2000 (Racine : Apodolichur-).
  - Genre :
  - - †Apodolichurus Antropov, 2000.
- Tribu : Dolichurini Dahlbom, 1842:3. Espèce-type Dolichurus Latreille, 1809 (Racine : Dolichur-).
  - Genres :
  - - Dolichurus Latreille, 1809 ;
  - - Paradolichurus F. Williams, 1960 ;
  - - †Protodolichurus Nemkov, 1988.

#### Ampulicidaeincertae sedis(de statut incertain)
- - - †Cariridris Brandão and Martins-Neto, 1889 : 20 1,
  - - †Longivenula Zhang, 1989.